# Fabio Zenoni
Pour les articles homonymes, voir Zenoni.
Fabio Zenoni, né à Louvain le 4 octobre 1970 est un acteur belge.

## Filmographie

### Cinéma
- 2001 : Les Acteurs anonymes de Benoît Cohen
- 2001 : Les Morsures de l'aube d'Antoine de Caunes
- 2001 : Wasabi de Gérard Krawczyk
- 2002 : 17 fois Cécile Cassard de Christophe Honoré
- 2002 : Aram de Robert Kechichian
- 2003 : Fanfan la tulipe de Gérard Krawczyk
- 2003 : Nos enfants chéris de Benoît Cohen
- 2003 : Snowboarder de Olias Barco
- 2003 : Après vous de Pierre Salvadori
- 2004 : À ce soir de Laure Duthilleul
- 2004 : Ordo de Laurence Ferreira Barbosa
- 2005 : Trouble de Harry Cleven
- 2005 : Quand les anges s'en mêlent... de Crystel Amsalem
- 2006 : Qui m'aime me suive de Benoît Cohen
- 2009 : Persécution de Patrice Chéreau
- 2009 : Gamines de Eleonore Faucher
- 2011 : Americano de Mathieu Demy
- 2011 : Le Cri de Raphaël Mathié
- 2013 : Des morceaux de moi de Nolwenn Lemesle
- 2013 : Je suis supporter du Standard de Riton Liebman
- 2014 : Le sens de l'humour de Marilyne Canto
- 2014 : Terre battue de Stéphane Demoustier
- 2014 : Les Naufrageurs de Raphaël Mathié
- 2015 : Microbe et Gasoil de Michel Gondry
- 2016 : Faut pas lui dire de Solange Cicurel
- 2020 : Mine de rien de Mathias Mlekuz
- 2021 : Le Calendrier de Patrick Ridremont
- 2024 : Belle de Benoit Jacquot

### Télévision
- 2001 : Avocats et Associés, épisode Bug plug
- 2001 : Duelles de Laurence Katrian
- 2002 : Les Enquêtes d'Éloïse Rome, épisode  L'intention qui compte
- 2003 : À cran de Alain Tasma
- 2003 : Jusqu'au bout de la route de Jérôme Boivin
- 2004 : 3 garçons, 1 fille, 2 mariages de Stéphane Clavier
- 2004 : Trop jeune pour moi ? de Patrick Volson
- 2005 : Les Montana, épisode Sans issue
- 2006 : Nuages de Alain Robillard
- 2006 : Bataille natale de Anne Deluz
- 2007 : Sauveur Giordano, épisode Descente aux enfers
- 2007 : Poison d'avril de William Karel
- 2007 - 2008 : Nos enfants chéris de Benoît Cohen (série télévisée)
- 2009 : Les Corbeaux de Régis Musset
- 2009 : Ticket gagnant de Julien Weill
- 2007 - 2010 : Une famille formidable (saisons 7 et 8)
- 2010 : Nicolas Le Floch, épisode Le Grand Veneur
- 2011 : Mystère au Moulin Rouge de Stéphane Kappes
- 2011 : À dix minutes de nulle part d'Arnauld Mercadier
- 2011 : Petite Fille de Laetitia Masson
- 2011 : La Part des anges de Sylvain Monod
- 2012 : Vive la colo !, épisode Les Olympiades
- 2012 : Mange de Julia Ducournau et Virgile Bramly
- 2012 : L'Homme de ses rêves de Christophe Douchand
- 2012 : La Solitude du pouvoir de Josée Dayan
- 2012 : Chambre 327 de Benoît d'Aubert : Hadrien Devailly
- 2012 : Parle tout bas si c'est d'amour de Sylvain Monod
- 2012 : Crapuleuses de Magaly Richard-Serrano
- 2012 : Un village français (saison 4)
- 2013 : Tiger Lily, 4 femmes dans la vie de Benoît Cohen
- 2013 : Je vous présente ma femme d'Élisabeth Rappeneau
- 2014 : Marie Curie, une femme sur le front d'Alain Brunard
- 2015 : Dame de glace de Camille Bordes-Resnais
- 2015 : Joséphine ange gardien, épisode Légendes d'Armor
- 2016 : Les Petits Meurtres d'Agatha Christie d'Eric Woreth, épisode 2.12 : L'étrange enlèvement du petit Bruno
- 2016 : Dix pour cent, épisode Béatrice
- 2020 : Invisible de Geoffrey Enthoven : Nathan De Nayer
- 2021 : L'Amour flou

## Théâtre
- 1996 : Ubu roi et Ubu enchaîné d'Alfred Jarry, mise en scène Carlo Boso, Théâtre Royal de l'Encre
- 1997 : Du vent dans les branches de sassafras de René de Obaldia, mise en scène S. Stubbe, Théâtre de la Toison d'Or
- 1998 : L'Opéra de quat'sous de Bertolt Brecht, mise en scène Carlo Boso, Théâtre le Public
- 1999 : Linge sale de Jean-Claude Grumberg, mise en scène Anne Bourgeois, Théâtre Proscenium
- 1999 : La Mascarade fantastique de et mise en scène Carlo Boso, Festival d'Avignon off
- 2002 : La Nuit des rois de Shakespeare, mise en scène P. Descamps, Festival d'Avignon off
- 2005 : L'Île des esclaves de Marivaux, mise en scène Irina Brook, Théâtre de l'Atelier
- 2009 : L'Effet papillon de Caroline Duffau, mise en scène Stéphan Guérin-Tillié, Théâtre Marigny
- 2015 : Ring de Léonore Confino, mise en scène Catherine Schaub, tournée France et Belgique puis Festival d'Avignon
- 2015 : Walking Therapie de Fabrice Murgia, La Manufacture, Festival d'Avignon off
- 2020 : La Peste d'Albert Camus, mise en scène Fabrice Gardin, Théâtre royal des Galeries
- 2021 : Les Beaux de Léonore Confino, mise en scène Éric De Staercke, Théâtre Le Public de Bruxelles
- 2022 : Quadrille de Sacha Guitry, mise en scène Thibaut Nève, Théâtre royal des Galeries
- 2023 : Newman, ma mère et moi, seul en scène de Fabio Zenoni, Théâtre Jardin Passion de Namur
- 2023 : Ring de Léonore Confino, mise en scène Éric De Staercke, Théâtre Le Public de Bruxelles